# Live In Hyde Park 2002
Live In Hyde Park är ett livealbum från 2005 med den brittiska rockgruppen The Who. Detta är en Livespelning från 2002 som endast släppts i USA.

## Låtlista
1. Who Are You - 4:37
2. My Generation - 3:16
3. I Can't Explain - 2:15
4. Pinball Wizard - 4:22
5. 5:15 - 5:30
6. Behind Blue Eyes - 6:12
7. Baba O'Riley - 5:00
8. Anyway, Anyhow, Anywhere - 2:56
9. My Wife/Bassolo - 10:15
10. Amazing Journey - 5:50
11. I'm Free - 3:36
12. I'm a Man - 3:00
13. The Kids Are Alright - 2:44
14. "Won't Geet Fooled Again" - 14:57